# The Hastings and Prince Edward Regiment
The Hastings and Prince Edward Regiment, littéralement « Le régiment des Hastings et du prince Édouard », est un régiment d'infanterie de la Première réserve de l'Armée canadienne. Il fait partie du 33e Groupe-brigade du Canada au sein de la 4e Division du Canada et son quartier général est situé à Belleville et il comprend également des détachements à Peterborough et à Cobourg en Ontario.
Le régiment tire ses origines de plusieurs unités qui fusionnèrent à différents moments de leur histoire. Les plus anciennes incluent les 15e et 16e Bataillon d'infanterie de la Milice volontaire fondés en 1863 ainsi que les 40e, 46e et 49e Bataillon d'infanterie fondés en 1866. La lignée du régiment inclut également des unités d'artillerie de 1905 à 1954. Le régiment actuel est né de la fusion de quatre unités en 1954.

## Rôle et organisation

Insigne distinctif de la 4e Division du Canada

Tout comme c'est le cas pour les autres unités de la Première réserve de l'Armée canadienne, le rôle du Hastings and Prince Edward Regiment est de former des soldats afin de servir de renfort lors des opérations des Forces armées canadiennes ainsi que d'être prêts pour le service actif pour appuyer les autorités civiles lors de catastrophes naturelles dans la région locale. The Hastings and Prince Edward Regiment fait partie du 33e Groupe-brigade du Canada au sein de la 4e Division du Canada. Le régiment comprend trois compagnies de fusiliers, situées à Belleville, Peterborough et Cobourg en Ontario, ainsi qu'une compagnie de quartier général et une compagnie d'administration, toutes deux situées à Belleville.

## Histoire

### Origines et création
En retraçant la lignée du Hastings and Prince Edward Regiment, on peut identifier six unités originelles qui ont été amalgamées à différentes époques de leur histoire pour former le régiment de nos jours, incluant des unités d'infanterie et d'artillerie.
| Nom à la création                                      | Date de création  | Lieu de création        |
| ------------------------------------------------------ | ----------------- | ----------------------- |
| The 15th Battalion Volunteer Militia (Infantry) Canada | 16 janvier 1863   | Belleville (Ontario)    |
| 16th Battalion Volunteer Militia (Infantry) Canada     | 6 février 1863    | Picton (en) (Ontario)   |
| 49th "Hastings" Battalion of Infantry                  | 14 septembre 1866 | Stirling (en) (Ontario) |
| 40th "Northumberland" Battalion of Infantry"           | 5 octobre 1866    | Cobourg (Ontario)       |
| 9th Brigade, CFA                                       | 1er juin 1905     | Gananoque (Ontario)     |
| 34th Battery, CFA                                      | 1er avril 1912    | Belleville (Ontario)    |

### Raids féniens
Dans la foulée des raids féniens, des attaques menées par les Féniens, des Irlandais basés aux États-Unis, contre les établissements britanniques au Canada dans le cadre de leur lutte contre la présence britannique, The 15th Battalion Volunteer Militia (Infantry), Canada fut mobilisé pour le service actif du 8 au 27 mars 1866.

### Rébellion du Nord-Ouest
Le 10 avril 1885, The 15th Battalion "Argyll Light Infantry", le 40th "Northumberland Battalion of Infantry", le 46th "East Durham" Battalion of Infantry et le 49th "Hastings" Battalion of Rifles mobilisèrent chacun une compagnie pour servir au sein de la colonne de l'Alberta de la Force de la campagne du Nord-Ouest. Celles-ci furent retirées du service actif le 24 juillet 1885.

## Lignée
La lignée du Hastings and Prince Edward Regiment comprend toutes les unités qui ont été amalgamées au cours de leur histoire pour former le régiment tel qu'il est de nos jours
| The 15th Battalion Volunteer Militia (Infantry) Canada (16 janvier 1863) | The 15th Battalion Volunteer Militia (Infantry) Canada (16 janvier 1863) | The 15th Battalion Volunteer Militia (Infantry) Canada (16 janvier 1863) | The 15th Battalion Volunteer Militia (Infantry) Canada (16 janvier 1863) | The 15th Battalion Volunteer Militia (Infantry) Canada (16 janvier 1863)              | The 15th Battalion Volunteer Militia (Infantry) Canada (16 janvier 1863) |  |  |                                                    |                                                    |                                                    |                                                    |                                                    |                                                    |  |  |                                                     |                                                     |                                                     |                                                     |                                                     |                                                     |                                                              |  | 16th Battalion Volunteer Militia (Infantry) Canada (6 février 1863) | 16th Battalion Volunteer Militia (Infantry) Canada (6 février 1863) | 16th Battalion Volunteer Militia (Infantry) Canada (6 février 1863) | 16th Battalion Volunteer Militia (Infantry) Canada (6 février 1863) | 16th Battalion Volunteer Militia (Infantry) Canada (6 février 1863)                | 16th Battalion Volunteer Militia (Infantry) Canada (6 février 1863)                |                                                                                    |                                                                                    |                                                                                    |                                                                                    |                                                           |                                                           |                                                           |                                                           |  |  |                                                              |                                                              |                                                              |                                                              |                                                                                             |                                                                                             |                                                                                             |                                                                                             |                                                                                             |                                                                                             |                                                             |                                                             |                                                             |                                                             |                                                             |                                                             |  |  |  |  |  |  |  |  |  |  |  |  |  |  |  |  |  |  |  |  |  |  |  |  |  |  |  |  |  |  |  |  |  |  |  |  |  |  |
| The 15th Battalion Volunteer Militia (Infantry) Canada (16 janvier 1863) | The 15th Battalion Volunteer Militia (Infantry) Canada (16 janvier 1863) | The 15th Battalion Volunteer Militia (Infantry) Canada (16 janvier 1863) | The 15th Battalion Volunteer Militia (Infantry) Canada (16 janvier 1863) | The 15th Battalion Volunteer Militia (Infantry) Canada (16 janvier 1863)              | The 15th Battalion Volunteer Militia (Infantry) Canada (16 janvier 1863) |  |  |                                                    |                                                    |                                                    |                                                    |                                                    |                                                    |  |  |                                                     |                                                     |                                                     |                                                     |                                                     |                                                     |                                                              |  | 16th Battalion Volunteer Militia (Infantry) Canada (6 février 1863) | 16th Battalion Volunteer Militia (Infantry) Canada (6 février 1863) | 16th Battalion Volunteer Militia (Infantry) Canada (6 février 1863) | 16th Battalion Volunteer Militia (Infantry) Canada (6 février 1863) | 16th Battalion Volunteer Militia (Infantry) Canada (6 février 1863)                | 16th Battalion Volunteer Militia (Infantry) Canada (6 février 1863)                |                                                                                    |                                                                                    |                                                                                    |                                                                                    |                                                           |                                                           |                                                           |                                                           |  |  |                                                              |                                                              |                                                              |                                                              |                                                                                             |                                                                                             |                                                                                             |                                                                                             |                                                                                             |                                                                                             |                                                             |                                                             |                                                             |                                                             |                                                             |                                                             |  |  |  |  |  |  |  |  |  |  |  |  |  |  |  |  |  |  |  |  |  |  |  |  |  |  |  |  |  |  |  |  |  |  |  |  |  |  |
|                                                                          |                                                                          |                                                                          |                                                                          |                                                                                       |                                                                          |  |  |                                                    |                                                    |                                                    |                                                    |                                                    |                                                    |  |  |                                                     |                                                     |                                                     |                                                     |                                                     |                                                     |                                                              |  | 16th "Prince Edward" Battalion of Infantry (30 novembre 1866)       | 16th "Prince Edward" Battalion of Infantry (30 novembre 1866)       | 16th "Prince Edward" Battalion of Infantry (30 novembre 1866)       | 16th "Prince Edward" Battalion of Infantry (30 novembre 1866)       | 16th "Prince Edward" Battalion of Infantry (30 novembre 1866)                      | 16th "Prince Edward" Battalion of Infantry (30 novembre 1866)                      |                                                                                    |                                                                                    | 49th "Hastings" Battalion of Infantry (14 septembre 1866)                          | 49th "Hastings" Battalion of Infantry (14 septembre 1866)                          | 49th "Hastings" Battalion of Infantry (14 septembre 1866) | 49th "Hastings" Battalion of Infantry (14 septembre 1866) | 49th "Hastings" Battalion of Infantry (14 septembre 1866) | 49th "Hastings" Battalion of Infantry (14 septembre 1866) |  |  | 40th "Northumberland Battalion of Infantry" (5 octobre 1866) | 40th "Northumberland Battalion of Infantry" (5 octobre 1866) | 40th "Northumberland Battalion of Infantry" (5 octobre 1866) | 40th "Northumberland Battalion of Infantry" (5 octobre 1866) | 40th "Northumberland Battalion of Infantry" (5 octobre 1866)                                | 40th "Northumberland Battalion of Infantry" (5 octobre 1866)                                |                                                                                             |                                                                                             |                                                                                             |                                                                                             | 46th "East Durham" Battalion of Infantry (16 novembre 1866) | 46th "East Durham" Battalion of Infantry (16 novembre 1866) | 46th "East Durham" Battalion of Infantry (16 novembre 1866) | 46th "East Durham" Battalion of Infantry (16 novembre 1866) | 46th "East Durham" Battalion of Infantry (16 novembre 1866) | 46th "East Durham" Battalion of Infantry (16 novembre 1866) |  |  |  |  |  |  |  |  |  |  |  |  |  |  |  |  |  |  |  |  |  |  |  |  |  |  |  |  |  |  |  |  |  |  |  |  |  |  |
|                                                                          |                                                                          |                                                                          |                                                                          |                                                                                       |                                                                          |  |  |                                                    |                                                    |                                                    |                                                    |                                                    |                                                    |  |  |                                                     |                                                     |                                                     |                                                     |                                                     |                                                     |                                                              |  | 16th "Prince Edward" Battalion of Infantry (30 novembre 1866)       | 16th "Prince Edward" Battalion of Infantry (30 novembre 1866)       | 16th "Prince Edward" Battalion of Infantry (30 novembre 1866)       | 16th "Prince Edward" Battalion of Infantry (30 novembre 1866)       | 16th "Prince Edward" Battalion of Infantry (30 novembre 1866)                      | 16th "Prince Edward" Battalion of Infantry (30 novembre 1866)                      |                                                                                    |                                                                                    | 49th "Hastings" Battalion of Infantry (14 septembre 1866)                          | 49th "Hastings" Battalion of Infantry (14 septembre 1866)                          | 49th "Hastings" Battalion of Infantry (14 septembre 1866) | 49th "Hastings" Battalion of Infantry (14 septembre 1866) | 49th "Hastings" Battalion of Infantry (14 septembre 1866) | 49th "Hastings" Battalion of Infantry (14 septembre 1866) |  |  | 40th "Northumberland Battalion of Infantry" (5 octobre 1866) | 40th "Northumberland Battalion of Infantry" (5 octobre 1866) | 40th "Northumberland Battalion of Infantry" (5 octobre 1866) | 40th "Northumberland Battalion of Infantry" (5 octobre 1866) | 40th "Northumberland Battalion of Infantry" (5 octobre 1866)                                | 40th "Northumberland Battalion of Infantry" (5 octobre 1866)                                |                                                                                             |                                                                                             |                                                                                             |                                                                                             | 46th "East Durham" Battalion of Infantry (16 novembre 1866) | 46th "East Durham" Battalion of Infantry (16 novembre 1866) | 46th "East Durham" Battalion of Infantry (16 novembre 1866) | 46th "East Durham" Battalion of Infantry (16 novembre 1866) | 46th "East Durham" Battalion of Infantry (16 novembre 1866) | 46th "East Durham" Battalion of Infantry (16 novembre 1866) |  |  |  |  |  |  |  |  |  |  |  |  |  |  |  |  |  |  |  |  |  |  |  |  |  |  |  |  |  |  |  |  |  |  |  |  |  |  |
| 15th Battalion ou le Argyll Light Infantry (2 juin 1871)                 | 15th Battalion ou le Argyll Light Infantry (2 juin 1871)                 | 15th Battalion ou le Argyll Light Infantry (2 juin 1871)                 | 15th Battalion ou le Argyll Light Infantry (2 juin 1871)                 | 15th Battalion ou le Argyll Light Infantry (2 juin 1871)                              | 15th Battalion ou le Argyll Light Infantry (2 juin 1871)                 |  |  |                                                    |                                                    |                                                    |                                                    |                                                    |                                                    |  |  |                                                     |                                                     |                                                     |                                                     |                                                     |                                                     |                                                              |  |                                                                     |                                                                     |                                                                     |                                                                     |                                                                                    |                                                                                    |                                                                                    |                                                                                    | 49th "Hastings" Battalion of Rifles (6 avril 1871)                                 | 49th "Hastings" Battalion of Rifles (6 avril 1871)                                 | 49th "Hastings" Battalion of Rifles (6 avril 1871)        | 49th "Hastings" Battalion of Rifles (6 avril 1871)        | 49th "Hastings" Battalion of Rifles (6 avril 1871)        | 49th "Hastings" Battalion of Rifles (6 avril 1871)        |  |  |                                                              |                                                              |                                                              |                                                              |                                                                                             |                                                                                             |                                                                                             |                                                                                             |                                                                                             |                                                                                             | 46th "Durham" Battalion of Infantry (1er août 1897)         | 46th "Durham" Battalion of Infantry (1er août 1897)         | 46th "Durham" Battalion of Infantry (1er août 1897)         | 46th "Durham" Battalion of Infantry (1er août 1897)         | 46th "Durham" Battalion of Infantry (1er août 1897)         | 46th "Durham" Battalion of Infantry (1er août 1897)         |  |  |  |  |  |  |  |  |  |  |  |  |  |  |  |  |  |  |  |  |  |  |  |  |  |  |  |  |  |  |  |  |  |  |  |  |  |  |
| 15th Battalion ou le Argyll Light Infantry (2 juin 1871)                 | 15th Battalion ou le Argyll Light Infantry (2 juin 1871)                 | 15th Battalion ou le Argyll Light Infantry (2 juin 1871)                 | 15th Battalion ou le Argyll Light Infantry (2 juin 1871)                 | 15th Battalion ou le Argyll Light Infantry (2 juin 1871)                              | 15th Battalion ou le Argyll Light Infantry (2 juin 1871)                 |  |  |                                                    |                                                    |                                                    |                                                    |                                                    |                                                    |  |  |                                                     |                                                     |                                                     |                                                     |                                                     |                                                     |                                                              |  |                                                                     |                                                                     |                                                                     |                                                                     |                                                                                    |                                                                                    |                                                                                    |                                                                                    | 49th "Hastings" Battalion of Rifles (6 avril 1871)                                 | 49th "Hastings" Battalion of Rifles (6 avril 1871)                                 | 49th "Hastings" Battalion of Rifles (6 avril 1871)        | 49th "Hastings" Battalion of Rifles (6 avril 1871)        | 49th "Hastings" Battalion of Rifles (6 avril 1871)        | 49th "Hastings" Battalion of Rifles (6 avril 1871)        |  |  |                                                              |                                                              |                                                              |                                                              |                                                                                             |                                                                                             |                                                                                             |                                                                                             |                                                                                             |                                                                                             | 46th "Durham" Battalion of Infantry (1er août 1897)         | 46th "Durham" Battalion of Infantry (1er août 1897)         | 46th "Durham" Battalion of Infantry (1er août 1897)         | 46th "Durham" Battalion of Infantry (1er août 1897)         | 46th "Durham" Battalion of Infantry (1er août 1897)         | 46th "Durham" Battalion of Infantry (1er août 1897)         |  |  |  |  |  |  |  |  |  |  |  |  |  |  |  |  |  |  |  |  |  |  |  |  |  |  |  |  |  |  |  |  |  |  |  |  |  |  |
| 15th Regiment "Argyll Light Infantry" (8 mai 1900)                       | 15th Regiment "Argyll Light Infantry" (8 mai 1900)                       | 15th Regiment "Argyll Light Infantry" (8 mai 1900)                       | 15th Regiment "Argyll Light Infantry" (8 mai 1900)                       | 15th Regiment "Argyll Light Infantry" (8 mai 1900)                                    | 15th Regiment "Argyll Light Infantry" (8 mai 1900)                       |  |  | 9th Brigade, CFA (1er juin 1905)                   | 9th Brigade, CFA (1er juin 1905)                   | 9th Brigade, CFA (1er juin 1905)                   | 9th Brigade, CFA (1er juin 1905)                   | 9th Brigade, CFA (1er juin 1905)                   | 9th Brigade, CFA (1er juin 1905)                   |  |  | 34th Battery, CFA (1er avril 1912)                  | 34th Battery, CFA (1er avril 1912)                  | 34th Battery, CFA (1er avril 1912)                  | 34th Battery, CFA (1er avril 1912)                  | 34th Battery, CFA (1er avril 1912)                  | 34th Battery, CFA (1er avril 1912)                  |                                                              |  | 16th Prince Edward Regiment (8 mai 1900)                            | 16th Prince Edward Regiment (8 mai 1900)                            | 16th Prince Edward Regiment (8 mai 1900)                            | 16th Prince Edward Regiment (8 mai 1900)                            | 16th Prince Edward Regiment (8 mai 1900)                                           | 16th Prince Edward Regiment (8 mai 1900)                                           |                                                                                    |                                                                                    | 49th Regiment "Hastings Rifles" (8 mai 1900)                                       | 49th Regiment "Hastings Rifles" (8 mai 1900)                                       | 49th Regiment "Hastings Rifles" (8 mai 1900)              | 49th Regiment "Hastings Rifles" (8 mai 1900)              | 49th Regiment "Hastings Rifles" (8 mai 1900)              | 49th Regiment "Hastings Rifles" (8 mai 1900)              |  |  | 40th "Northumberland" Regiment (8 mai 1900)                  | 40th "Northumberland" Regiment (8 mai 1900)                  | 40th "Northumberland" Regiment (8 mai 1900)                  | 40th "Northumberland" Regiment (8 mai 1900)                  | 40th "Northumberland" Regiment (8 mai 1900)                                                 | 40th "Northumberland" Regiment (8 mai 1900)                                                 |                                                                                             |                                                                                             |                                                                                             |                                                                                             | 46th Durham Regiment (8 mai 1900)                           | 46th Durham Regiment (8 mai 1900)                           | 46th Durham Regiment (8 mai 1900)                           | 46th Durham Regiment (8 mai 1900)                           | 46th Durham Regiment (8 mai 1900)                           | 46th Durham Regiment (8 mai 1900)                           |  |  |  |  |  |  |  |  |  |  |  |  |  |  |  |  |  |  |  |  |  |  |  |  |  |  |  |  |  |  |  |  |  |  |  |  |  |  |
| 15th Regiment "Argyll Light Infantry" (8 mai 1900)                       | 15th Regiment "Argyll Light Infantry" (8 mai 1900)                       | 15th Regiment "Argyll Light Infantry" (8 mai 1900)                       | 15th Regiment "Argyll Light Infantry" (8 mai 1900)                       | 15th Regiment "Argyll Light Infantry" (8 mai 1900)                                    | 15th Regiment "Argyll Light Infantry" (8 mai 1900)                       |  |  | 9th Brigade, CFA (1er juin 1905)                   | 9th Brigade, CFA (1er juin 1905)                   | 9th Brigade, CFA (1er juin 1905)                   | 9th Brigade, CFA (1er juin 1905)                   | 9th Brigade, CFA (1er juin 1905)                   | 9th Brigade, CFA (1er juin 1905)                   |  |  | 34th Battery, CFA (1er avril 1912)                  | 34th Battery, CFA (1er avril 1912)                  | 34th Battery, CFA (1er avril 1912)                  | 34th Battery, CFA (1er avril 1912)                  | 34th Battery, CFA (1er avril 1912)                  | 34th Battery, CFA (1er avril 1912)                  |                                                              |  | 16th Prince Edward Regiment (8 mai 1900)                            | 16th Prince Edward Regiment (8 mai 1900)                            | 16th Prince Edward Regiment (8 mai 1900)                            | 16th Prince Edward Regiment (8 mai 1900)                            | 16th Prince Edward Regiment (8 mai 1900)                                           | 16th Prince Edward Regiment (8 mai 1900)                                           |                                                                                    |                                                                                    | 49th Regiment "Hastings Rifles" (8 mai 1900)                                       | 49th Regiment "Hastings Rifles" (8 mai 1900)                                       | 49th Regiment "Hastings Rifles" (8 mai 1900)              | 49th Regiment "Hastings Rifles" (8 mai 1900)              | 49th Regiment "Hastings Rifles" (8 mai 1900)              | 49th Regiment "Hastings Rifles" (8 mai 1900)              |  |  | 40th "Northumberland" Regiment (8 mai 1900)                  | 40th "Northumberland" Regiment (8 mai 1900)                  | 40th "Northumberland" Regiment (8 mai 1900)                  | 40th "Northumberland" Regiment (8 mai 1900)                  | 40th "Northumberland" Regiment (8 mai 1900)                                                 | 40th "Northumberland" Regiment (8 mai 1900)                                                 |                                                                                             |                                                                                             |                                                                                             |                                                                                             | 46th Durham Regiment (8 mai 1900)                           | 46th Durham Regiment (8 mai 1900)                           | 46th Durham Regiment (8 mai 1900)                           | 46th Durham Regiment (8 mai 1900)                           | 46th Durham Regiment (8 mai 1900)                           | 46th Durham Regiment (8 mai 1900)                           |  |  |  |  |  |  |  |  |  |  |  |  |  |  |  |  |  |  |  |  |  |  |  |  |  |  |  |  |  |  |  |  |  |  |  |  |  |  |
|                                                                          |                                                                          |                                                                          |                                                                          |                                                                                       |                                                                          |  |  |                                                    |                                                    |                                                    |                                                    |                                                    |                                                    |  |  |                                                     |                                                     |                                                     |                                                     |                                                     |                                                     |                                                              |  |                                                                     |                                                                     |                                                                     |                                                                     |                                                                                    |                                                                                    |                                                                                    |                                                                                    |                                                                                    |                                                                                    |                                                           |                                                           |                                                           |                                                           |  |  |                                                              |                                                              |                                                              |                                                              |                                                                                             |                                                                                             |                                                                                             |                                                                                             |                                                                                             |                                                                                             |                                                             |                                                             |                                                             |                                                             |                                                             |                                                             |  |  |  |  |  |  |  |  |  |  |  |  |  |  |  |  |  |  |  |  |  |  |  |  |  |  |  |  |  |  |  |  |  |  |  |  |  |  |
| The Argyll Light Infantry (12 mars 1920)                                 | The Argyll Light Infantry (12 mars 1920)                                 | The Argyll Light Infantry (12 mars 1920)                                 | The Argyll Light Infantry (12 mars 1920)                                 | The Argyll Light Infantry (12 mars 1920)                                              | The Argyll Light Infantry (12 mars 1920)                                 |  |  |                                                    |                                                    |                                                    |                                                    |                                                    |                                                    |  |  |                                                     |                                                     |                                                     |                                                     |                                                     |                                                     |                                                              |  |                                                                     |                                                                     |                                                                     |                                                                     | The Hastings and Prince Edward Regiment (12 mars 1920)                             | The Hastings and Prince Edward Regiment (12 mars 1920)                             | The Hastings and Prince Edward Regiment (12 mars 1920)                             | The Hastings and Prince Edward Regiment (12 mars 1920)                             | The Hastings and Prince Edward Regiment (12 mars 1920)                             | The Hastings and Prince Edward Regiment (12 mars 1920)                             |                                                           |                                                           |                                                           |                                                           |  |  | The Northumberland (Ontario) Regiment (12 mars 1920)         | The Northumberland (Ontario) Regiment (12 mars 1920)         | The Northumberland (Ontario) Regiment (12 mars 1920)         | The Northumberland (Ontario) Regiment (12 mars 1920)         | The Northumberland (Ontario) Regiment (12 mars 1920)                                        | The Northumberland (Ontario) Regiment (12 mars 1920)                                        |                                                                                             |                                                                                             |                                                                                             |                                                                                             | The Durham Regiment (12 mars 1920)                          | The Durham Regiment (12 mars 1920)                          | The Durham Regiment (12 mars 1920)                          | The Durham Regiment (12 mars 1920)                          | The Durham Regiment (12 mars 1920)                          | The Durham Regiment (12 mars 1920)                          |  |  |  |  |  |  |  |  |  |  |  |  |  |  |  |  |  |  |  |  |  |  |  |  |  |  |  |  |  |  |  |  |  |  |  |  |  |  |
| The Argyll Light Infantry (12 mars 1920)                                 | The Argyll Light Infantry (12 mars 1920)                                 | The Argyll Light Infantry (12 mars 1920)                                 | The Argyll Light Infantry (12 mars 1920)                                 | The Argyll Light Infantry (12 mars 1920)                                              | The Argyll Light Infantry (12 mars 1920)                                 |  |  |                                                    |                                                    |                                                    |                                                    |                                                    |                                                    |  |  |                                                     |                                                     |                                                     |                                                     |                                                     |                                                     |                                                              |  |                                                                     |                                                                     |                                                                     |                                                                     | The Hastings and Prince Edward Regiment (12 mars 1920)                             | The Hastings and Prince Edward Regiment (12 mars 1920)                             | The Hastings and Prince Edward Regiment (12 mars 1920)                             | The Hastings and Prince Edward Regiment (12 mars 1920)                             | The Hastings and Prince Edward Regiment (12 mars 1920)                             | The Hastings and Prince Edward Regiment (12 mars 1920)                             |                                                           |                                                           |                                                           |                                                           |  |  | The Northumberland (Ontario) Regiment (12 mars 1920)         | The Northumberland (Ontario) Regiment (12 mars 1920)         | The Northumberland (Ontario) Regiment (12 mars 1920)         | The Northumberland (Ontario) Regiment (12 mars 1920)         | The Northumberland (Ontario) Regiment (12 mars 1920)                                        | The Northumberland (Ontario) Regiment (12 mars 1920)                                        |                                                                                             |                                                                                             |                                                                                             |                                                                                             | The Durham Regiment (12 mars 1920)                          | The Durham Regiment (12 mars 1920)                          | The Durham Regiment (12 mars 1920)                          | The Durham Regiment (12 mars 1920)                          | The Durham Regiment (12 mars 1920)                          | The Durham Regiment (12 mars 1920)                          |  |  |  |  |  |  |  |  |  |  |  |  |  |  |  |  |  |  |  |  |  |  |  |  |  |  |  |  |  |  |  |  |  |  |  |  |  |  |
|                                                                          |                                                                          |                                                                          |                                                                          |                                                                                       |                                                                          |  |  | 9th Field Brigade, CA (1er juillet 1925)           | 9th Field Brigade, CA (1er juillet 1925)           | 9th Field Brigade, CA (1er juillet 1925)           | 9th Field Brigade, CA (1er juillet 1925)           | 9th Field Brigade, CA (1er juillet 1925)           | 9th Field Brigade, CA (1er juillet 1925)           |  |  | 34th Field Battery, CA (1er juillet 1925)           | 34th Field Battery, CA (1er juillet 1925)           | 34th Field Battery, CA (1er juillet 1925)           | 34th Field Battery, CA (1er juillet 1925)           | 34th Field Battery, CA (1er juillet 1925)           | 34th Field Battery, CA (1er juillet 1925)           |                                                              |  |                                                                     |                                                                     |                                                                     |                                                                     |                                                                                    |                                                                                    |                                                                                    |                                                                                    |                                                                                    |                                                                                    |                                                           |                                                           |                                                           |                                                           |  |  | The Northumberland Regiment (15 mai 1924)                    | The Northumberland Regiment (15 mai 1924)                    | The Northumberland Regiment (15 mai 1924)                    | The Northumberland Regiment (15 mai 1924)                    | The Northumberland Regiment (15 mai 1924)                                                   | The Northumberland Regiment (15 mai 1924)                                                   |                                                                                             |                                                                                             |                                                                                             |                                                                                             |                                                             |                                                             |                                                             |                                                             |                                                             |                                                             |  |  |  |  |  |  |  |  |  |  |  |  |  |  |  |  |  |  |  |  |  |  |  |  |  |  |  |  |  |  |  |  |  |  |  |  |  |  |
|                                                                          |                                                                          |                                                                          |                                                                          |                                                                                       |                                                                          |  |  | 9th Field Brigade, CA (1er juillet 1925)           | 9th Field Brigade, CA (1er juillet 1925)           | 9th Field Brigade, CA (1er juillet 1925)           | 9th Field Brigade, CA (1er juillet 1925)           | 9th Field Brigade, CA (1er juillet 1925)           | 9th Field Brigade, CA (1er juillet 1925)           |  |  | 34th Field Battery, CA (1er juillet 1925)           | 34th Field Battery, CA (1er juillet 1925)           | 34th Field Battery, CA (1er juillet 1925)           | 34th Field Battery, CA (1er juillet 1925)           | 34th Field Battery, CA (1er juillet 1925)           | 34th Field Battery, CA (1er juillet 1925)           |                                                              |  |                                                                     |                                                                     |                                                                     |                                                                     |                                                                                    |                                                                                    |                                                                                    |                                                                                    |                                                                                    |                                                                                    |                                                           |                                                           |                                                           |                                                           |  |  | The Northumberland Regiment (15 mai 1924)                    | The Northumberland Regiment (15 mai 1924)                    | The Northumberland Regiment (15 mai 1924)                    | The Northumberland Regiment (15 mai 1924)                    | The Northumberland Regiment (15 mai 1924)                                                   | The Northumberland Regiment (15 mai 1924)                                                   |                                                                                             |                                                                                             |                                                                                             |                                                                                             |                                                             |                                                             |                                                             |                                                             |                                                             |                                                             |  |  |  |  |  |  |  |  |  |  |  |  |  |  |  |  |  |  |  |  |  |  |  |  |  |  |  |  |  |  |  |  |  |  |  |  |  |  |
|                                                                          |                                                                          |                                                                          |                                                                          |                                                                                       |                                                                          |  |  |                                                    |                                                    |                                                    |                                                    |                                                    |                                                    |  |  |                                                     |                                                     |                                                     |                                                     |                                                     |                                                     |                                                              |  |                                                                     |                                                                     |                                                                     |                                                                     |                                                                                    |                                                                                    |                                                                                    |                                                                                    |                                                                                    |                                                                                    |                                                           |                                                           |                                                           |                                                           |  |  |                                                              |                                                              |                                                              |                                                              |                                                                                             |                                                                                             |                                                                                             |                                                                                             |                                                                                             |                                                                                             |                                                             |                                                             |                                                             |                                                             |                                                             |                                                             |  |  |  |  |  |  |  |  |  |  |  |  |  |  |  |  |  |  |  |  |  |  |  |  |  |  |  |  |  |  |  |  |  |  |  |  |  |  |
| The Argyll Light Infantry (Tank) (15 décembre 1936)                      | The Argyll Light Infantry (Tank) (15 décembre 1936)                      | The Argyll Light Infantry (Tank) (15 décembre 1936)                      | The Argyll Light Infantry (Tank) (15 décembre 1936)                      | The Argyll Light Infantry (Tank) (15 décembre 1936)                                   | The Argyll Light Infantry (Tank) (15 décembre 1936)                      |  |  | 9th Field Brigade, RCA (3 juin 1935)               | 9th Field Brigade, RCA (3 juin 1935)               | 9th Field Brigade, RCA (3 juin 1935)               | 9th Field Brigade, RCA (3 juin 1935)               | 9th Field Brigade, RCA (3 juin 1935)               | 9th Field Brigade, RCA (3 juin 1935)               |  |  | 34th Field Battery, RCA (3 juin 1935)               | 34th Field Battery, RCA (3 juin 1935)               | 34th Field Battery, RCA (3 juin 1935)               | 34th Field Battery, RCA (3 juin 1935)               | 34th Field Battery, RCA (3 juin 1935)               | 34th Field Battery, RCA (3 juin 1935)               |                                                              |  |                                                                     |                                                                     |                                                                     |                                                                     |                                                                                    |                                                                                    |                                                                                    |                                                                                    |                                                                                    |                                                                                    |                                                           |                                                           |                                                           |                                                           |  |  |                                                              |                                                              |                                                              |                                                              | The Midland Regiment (Northumberland and Durham) (15 décembre 1936)                         | The Midland Regiment (Northumberland and Durham) (15 décembre 1936)                         | The Midland Regiment (Northumberland and Durham) (15 décembre 1936)                         | The Midland Regiment (Northumberland and Durham) (15 décembre 1936)                         | The Midland Regiment (Northumberland and Durham) (15 décembre 1936)                         | The Midland Regiment (Northumberland and Durham) (15 décembre 1936)                         |                                                             |                                                             |                                                             |                                                             |                                                             |                                                             |  |  |  |  |  |  |  |  |  |  |  |  |  |  |  |  |  |  |  |  |  |  |  |  |  |  |  |  |  |  |  |  |  |  |  |  |  |  |
| The Argyll Light Infantry (Tank) (15 décembre 1936)                      | The Argyll Light Infantry (Tank) (15 décembre 1936)                      | The Argyll Light Infantry (Tank) (15 décembre 1936)                      | The Argyll Light Infantry (Tank) (15 décembre 1936)                      | The Argyll Light Infantry (Tank) (15 décembre 1936)                                   | The Argyll Light Infantry (Tank) (15 décembre 1936)                      |  |  | 9th Field Brigade, RCA (3 juin 1935)               | 9th Field Brigade, RCA (3 juin 1935)               | 9th Field Brigade, RCA (3 juin 1935)               | 9th Field Brigade, RCA (3 juin 1935)               | 9th Field Brigade, RCA (3 juin 1935)               | 9th Field Brigade, RCA (3 juin 1935)               |  |  | 34th Field Battery, RCA (3 juin 1935)               | 34th Field Battery, RCA (3 juin 1935)               | 34th Field Battery, RCA (3 juin 1935)               | 34th Field Battery, RCA (3 juin 1935)               | 34th Field Battery, RCA (3 juin 1935)               | 34th Field Battery, RCA (3 juin 1935)               |                                                              |  |                                                                     |                                                                     |                                                                     |                                                                     |                                                                                    |                                                                                    |                                                                                    |                                                                                    |                                                                                    |                                                                                    |                                                           |                                                           |                                                           |                                                           |  |  |                                                              |                                                              |                                                              |                                                              | The Midland Regiment (Northumberland and Durham) (15 décembre 1936)                         | The Midland Regiment (Northumberland and Durham) (15 décembre 1936)                         | The Midland Regiment (Northumberland and Durham) (15 décembre 1936)                         | The Midland Regiment (Northumberland and Durham) (15 décembre 1936)                         | The Midland Regiment (Northumberland and Durham) (15 décembre 1936)                         | The Midland Regiment (Northumberland and Durham) (15 décembre 1936)                         |                                                             |                                                             |                                                             |                                                             |                                                             |                                                             |  |  |  |  |  |  |  |  |  |  |  |  |  |  |  |  |  |  |  |  |  |  |  |  |  |  |  |  |  |  |  |  |  |  |  |  |  |  |
| The (Reserve) Argyll Light Infantry (Tank) (7 novembre 1940)             | The (Reserve) Argyll Light Infantry (Tank) (7 novembre 1940)             | The (Reserve) Argyll Light Infantry (Tank) (7 novembre 1940)             | The (Reserve) Argyll Light Infantry (Tank) (7 novembre 1940)             | The (Reserve) Argyll Light Infantry (Tank) (7 novembre 1940)                          | The (Reserve) Argyll Light Infantry (Tank) (7 novembre 1940)             |  |  | 9th (Reserve) Field Brigade, RCA (7 novembre 1940) | 9th (Reserve) Field Brigade, RCA (7 novembre 1940) | 9th (Reserve) Field Brigade, RCA (7 novembre 1940) | 9th (Reserve) Field Brigade, RCA (7 novembre 1940) | 9th (Reserve) Field Brigade, RCA (7 novembre 1940) | 9th (Reserve) Field Brigade, RCA (7 novembre 1940) |  |  | 34th (Reserve) Field Battery, RCA (7 novembre 1940) | 34th (Reserve) Field Battery, RCA (7 novembre 1940) | 34th (Reserve) Field Battery, RCA (7 novembre 1940) | 34th (Reserve) Field Battery, RCA (7 novembre 1940) | 34th (Reserve) Field Battery, RCA (7 novembre 1940) | 34th (Reserve) Field Battery, RCA (7 novembre 1940) |                                                              |  |                                                                     |                                                                     |                                                                     |                                                                     | 2nd (Reserve) Battalion, The Hastings and Prince Edward Regiment (7 novembre 1940) | 2nd (Reserve) Battalion, The Hastings and Prince Edward Regiment (7 novembre 1940) | 2nd (Reserve) Battalion, The Hastings and Prince Edward Regiment (7 novembre 1940) | 2nd (Reserve) Battalion, The Hastings and Prince Edward Regiment (7 novembre 1940) | 2nd (Reserve) Battalion, The Hastings and Prince Edward Regiment (7 novembre 1940) | 2nd (Reserve) Battalion, The Hastings and Prince Edward Regiment (7 novembre 1940) |                                                           |                                                           |                                                           |                                                           |  |  |                                                              |                                                              |                                                              |                                                              | 2nd (Reserve) Battalion, The Midland Regiment (Northumberland and Durham) (7 novembre 1940) | 2nd (Reserve) Battalion, The Midland Regiment (Northumberland and Durham) (7 novembre 1940) | 2nd (Reserve) Battalion, The Midland Regiment (Northumberland and Durham) (7 novembre 1940) | 2nd (Reserve) Battalion, The Midland Regiment (Northumberland and Durham) (7 novembre 1940) | 2nd (Reserve) Battalion, The Midland Regiment (Northumberland and Durham) (7 novembre 1940) | 2nd (Reserve) Battalion, The Midland Regiment (Northumberland and Durham) (7 novembre 1940) |                                                             |                                                             |                                                             |                                                             |                                                             |                                                             |  |  |  |  |  |  |  |  |  |  |  |  |  |  |  |  |  |  |  |  |  |  |  |  |  |  |  |  |  |  |  |  |  |  |  |  |  |  |
| The (Reserve) Argyll Light Infantry (Tank) (7 novembre 1940)             | The (Reserve) Argyll Light Infantry (Tank) (7 novembre 1940)             | The (Reserve) Argyll Light Infantry (Tank) (7 novembre 1940)             | The (Reserve) Argyll Light Infantry (Tank) (7 novembre 1940)             | The (Reserve) Argyll Light Infantry (Tank) (7 novembre 1940)                          | The (Reserve) Argyll Light Infantry (Tank) (7 novembre 1940)             |  |  | 9th (Reserve) Field Brigade, RCA (7 novembre 1940) | 9th (Reserve) Field Brigade, RCA (7 novembre 1940) | 9th (Reserve) Field Brigade, RCA (7 novembre 1940) | 9th (Reserve) Field Brigade, RCA (7 novembre 1940) | 9th (Reserve) Field Brigade, RCA (7 novembre 1940) | 9th (Reserve) Field Brigade, RCA (7 novembre 1940) |  |  | 34th (Reserve) Field Battery, RCA (7 novembre 1940) | 34th (Reserve) Field Battery, RCA (7 novembre 1940) | 34th (Reserve) Field Battery, RCA (7 novembre 1940) | 34th (Reserve) Field Battery, RCA (7 novembre 1940) | 34th (Reserve) Field Battery, RCA (7 novembre 1940) | 34th (Reserve) Field Battery, RCA (7 novembre 1940) |                                                              |  |                                                                     |                                                                     |                                                                     |                                                                     | 2nd (Reserve) Battalion, The Hastings and Prince Edward Regiment (7 novembre 1940) | 2nd (Reserve) Battalion, The Hastings and Prince Edward Regiment (7 novembre 1940) | 2nd (Reserve) Battalion, The Hastings and Prince Edward Regiment (7 novembre 1940) | 2nd (Reserve) Battalion, The Hastings and Prince Edward Regiment (7 novembre 1940) | 2nd (Reserve) Battalion, The Hastings and Prince Edward Regiment (7 novembre 1940) | 2nd (Reserve) Battalion, The Hastings and Prince Edward Regiment (7 novembre 1940) |                                                           |                                                           |                                                           |                                                           |  |  |                                                              |                                                              |                                                              |                                                              | 2nd (Reserve) Battalion, The Midland Regiment (Northumberland and Durham) (7 novembre 1940) | 2nd (Reserve) Battalion, The Midland Regiment (Northumberland and Durham) (7 novembre 1940) | 2nd (Reserve) Battalion, The Midland Regiment (Northumberland and Durham) (7 novembre 1940) | 2nd (Reserve) Battalion, The Midland Regiment (Northumberland and Durham) (7 novembre 1940) | 2nd (Reserve) Battalion, The Midland Regiment (Northumberland and Durham) (7 novembre 1940) | 2nd (Reserve) Battalion, The Midland Regiment (Northumberland and Durham) (7 novembre 1940) |                                                             |                                                             |                                                             |                                                             |                                                             |                                                             |  |  |  |  |  |  |  |  |  |  |  |  |  |  |  |  |  |  |  |  |  |  |  |  |  |  |  |  |  |  |  |  |  |  |  |  |  |  |
|                                                                          |                                                                          |                                                                          |                                                                          |                                                                                       |                                                                          |  |  | 44th (Reserve) Field Regiment, RCA (24 juin 1942)  | 44th (Reserve) Field Regiment, RCA (24 juin 1942)  | 44th (Reserve) Field Regiment, RCA (24 juin 1942)  | 44th (Reserve) Field Regiment, RCA (24 juin 1942)  | 44th (Reserve) Field Regiment, RCA (24 juin 1942)  | 44th (Reserve) Field Regiment, RCA (24 juin 1942)  |  |  |                                                     |                                                     |                                                     |                                                     |                                                     |                                                     |                                                              |  |                                                                     |                                                                     |                                                                     |                                                                     | The Hastings and Prince Edward Regiment (1er novembre 1945)                        | The Hastings and Prince Edward Regiment (1er novembre 1945)                        | The Hastings and Prince Edward Regiment (1er novembre 1945)                        | The Hastings and Prince Edward Regiment (1er novembre 1945)                        | The Hastings and Prince Edward Regiment (1er novembre 1945)                        | The Hastings and Prince Edward Regiment (1er novembre 1945)                        |                                                           |                                                           |                                                           |                                                           |  |  |                                                              |                                                              |                                                              |                                                              | The Midland Regiment (Northumberland and Durham) (1er juin 1945)                            | The Midland Regiment (Northumberland and Durham) (1er juin 1945)                            | The Midland Regiment (Northumberland and Durham) (1er juin 1945)                            | The Midland Regiment (Northumberland and Durham) (1er juin 1945)                            | The Midland Regiment (Northumberland and Durham) (1er juin 1945)                            | The Midland Regiment (Northumberland and Durham) (1er juin 1945)                            |                                                             |                                                             |                                                             |                                                             |                                                             |                                                             |  |  |  |  |  |  |  |  |  |  |  |  |  |  |  |  |  |  |  |  |  |  |  |  |  |  |  |  |  |  |  |  |  |  |  |  |  |  |
|                                                                          |                                                                          |                                                                          |                                                                          |                                                                                       |                                                                          |  |  | 44th (Reserve) Field Regiment, RCA (24 juin 1942)  | 44th (Reserve) Field Regiment, RCA (24 juin 1942)  | 44th (Reserve) Field Regiment, RCA (24 juin 1942)  | 44th (Reserve) Field Regiment, RCA (24 juin 1942)  | 44th (Reserve) Field Regiment, RCA (24 juin 1942)  | 44th (Reserve) Field Regiment, RCA (24 juin 1942)  |  |  |                                                     |                                                     |                                                     |                                                     |                                                     |                                                     |                                                              |  |                                                                     |                                                                     |                                                                     |                                                                     | The Hastings and Prince Edward Regiment (1er novembre 1945)                        | The Hastings and Prince Edward Regiment (1er novembre 1945)                        | The Hastings and Prince Edward Regiment (1er novembre 1945)                        | The Hastings and Prince Edward Regiment (1er novembre 1945)                        | The Hastings and Prince Edward Regiment (1er novembre 1945)                        | The Hastings and Prince Edward Regiment (1er novembre 1945)                        |                                                           |                                                           |                                                           |                                                           |  |  |                                                              |                                                              |                                                              |                                                              | The Midland Regiment (Northumberland and Durham) (1er juin 1945)                            | The Midland Regiment (Northumberland and Durham) (1er juin 1945)                            | The Midland Regiment (Northumberland and Durham) (1er juin 1945)                            | The Midland Regiment (Northumberland and Durham) (1er juin 1945)                            | The Midland Regiment (Northumberland and Durham) (1er juin 1945)                            | The Midland Regiment (Northumberland and Durham) (1er juin 1945)                            |                                                             |                                                             |                                                             |                                                             |                                                             |                                                             |  |  |  |  |  |  |  |  |  |  |  |  |  |  |  |  |  |  |  |  |  |  |  |  |  |  |  |  |  |  |  |  |  |  |  |  |  |  |
|                                                                          |                                                                          |                                                                          |                                                                          |                                                                                       |                                                                          |  |  |                                                    |                                                    |                                                    |                                                    |                                                    |                                                    |  |  |                                                     |                                                     |                                                     |                                                     |                                                     |                                                     |                                                              |  |                                                                     |                                                                     |                                                                     |                                                                     |                                                                                    |                                                                                    |                                                                                    |                                                                                    |                                                                                    |                                                                                    |                                                           |                                                           |                                                           |                                                           |  |  |                                                              |                                                              |                                                              |                                                              |                                                                                             |                                                                                             |                                                                                             |                                                                                             |                                                                                             |                                                                                             |                                                             |                                                             |                                                             |                                                             |                                                             |                                                             |  |  |  |  |  |  |  |  |  |  |  |  |  |  |  |  |  |  |  |  |  |  |  |  |  |  |  |  |  |  |  |  |  |  |  |  |  |  |
|                                                                          |                                                                          |                                                                          |                                                                          | 9th Anti-Tank Regiment (Self Propelled) (Argyll Light Infantry), RCA (1er avril 1946) |                                                                          |  |  |                                                    |                                                    |                                                    |                                                    |                                                    |                                                    |  |  |                                                     |                                                     |                                                     |                                                     |                                                     |                                                     |                                                              |  |                                                                     |                                                                     |                                                                     |                                                                     |                                                                                    |                                                                                    |                                                                                    |                                                                                    |                                                                                    |                                                                                    |                                                           |                                                           |                                                           |                                                           |  |  |                                                              |                                                              |                                                              |                                                              |                                                                                             |                                                                                             |                                                                                             |                                                                                             |                                                                                             |                                                                                             |                                                             |                                                             |                                                             |                                                             |                                                             |                                                             |  |  |  |  |  |  |  |  |  |  |  |  |  |  |  |  |  |  |  |  |  |  |  |  |  |  |  |  |  |  |  |  |  |  |  |  |  |  |
|                                                                          |                                                                          |                                                                          |                                                                          |                                                                                       |                                                                          |  |  |                                                    |                                                    |                                                    |                                                    |                                                    |                                                    |  |  |                                                     |                                                     |                                                     |                                                     |                                                     |                                                     |                                                              |  |                                                                     |                                                                     |                                                                     |                                                                     |                                                                                    |                                                                                    |                                                                                    |                                                                                    |                                                                                    |                                                                                    |                                                           |                                                           |                                                           |                                                           |  |  |                                                              |                                                              |                                                              |                                                              |                                                                                             |                                                                                             |                                                                                             |                                                                                             |                                                                                             |                                                                                             |                                                             |                                                             |                                                             |                                                             |                                                             |                                                             |  |  |  |  |  |  |  |  |  |  |  |  |  |  |  |  |  |  |  |  |  |  |  |  |  |  |  |  |  |  |  |  |  |  |  |  |  |  |
|                                                                          |                                                                          |                                                                          |                                                                          |                                                                                       |                                                                          |  |  |                                                    |                                                    |                                                    |                                                    |                                                    |                                                    |  |  |                                                     |                                                     |                                                     |                                                     |                                                     |                                                     |                                                              |  |                                                                     |                                                                     |                                                                     |                                                                     |                                                                                    |                                                                                    |                                                                                    |                                                                                    |                                                                                    |                                                                                    |                                                           |                                                           |                                                           |                                                           |  |  |                                                              |                                                              |                                                              |                                                              |                                                                                             |                                                                                             |                                                                                             |                                                                                             |                                                                                             |                                                                                             |                                                             |                                                             |                                                             |                                                             |                                                             |                                                             |  |  |  |  |  |  |  |  |  |  |  |  |  |  |  |  |  |  |  |  |  |  |  |  |  |  |  |  |  |  |  |  |  |  |  |  |  |  |
|                                                                          |                                                                          |                                                                          |                                                                          |                                                                                       |                                                                          |  |  |                                                    |                                                    |                                                    |                                                    |                                                    |                                                    |  |  |                                                     |                                                     |                                                     |                                                     |                                                     |                                                     | The Hastings and Prince Edward Regiment (1er septembre 1954) |  |                                                                     |                                                                     |                                                                     |                                                                     |                                                                                    |                                                                                    |                                                                                    |                                                                                    |                                                                                    |                                                                                    |                                                           |                                                           |                                                           |                                                           |  |  |                                                              |                                                              |                                                              |                                                              |                                                                                             |                                                                                             |                                                                                             |                                                                                             |                                                                                             |                                                                                             |                                                             |                                                             |                                                             |                                                             |                                                             |                                                             |  |  |  |  |  |  |  |  |  |  |  |  |  |  |  |  |  |  |  |  |  |  |  |  |  |  |  |  |  |  |  |  |  |  |  |  |  |  |

## Perpétuations
En plus de l'histoire de sa propre lignée, The Hastings and Prince Edward Regiment perpétue l'histoire et l'héritage de quatre régiments ayant servi au cours de la guerre anglo-américaine de 1812 ainsi que d'une brigade d'artillerie et de six bataillons du Corps expéditionnaire canadien (CEC) de l'histoire militaire du Canada pendant la Première Guerre mondiale. Ceux-ci sont le 1er Régiment, Durham Militia (1812-1815), le 1er Régiment, Hastings Militia (1812-1815), le 1er Régiment, Northumberland Militia (1812-1815), le 1er Régiment, Prince Edward Militia (1812-1815) et la 9e Brigade, ACC, CEC ainsi que les 39e, 80e, 139e, 155e et 254e Bataillon "outre-mer", CEC.
La 9e Brigade d'artillerie de campagne du Canada (ACA) du Corps expéditionnaire canadien (CEC), connue en anglais sous le nom de « 9th Brigade, CFA, CEF », a été créée le 20 janvier 1916 et s'embarqua pour la Grande-Bretagne le 15 février suivant. Elle débarqua en France le 14 juillet de la même année où elle fournit un appui d'artillerie de campagne en tant que composante de la 3e Artillerie divisionnaire canadienne jusqu'à la fin du conflit. Elle fut officiellement dissoute le 1er novembre 1920.
| Nom                                          | Date de création | Date d'embarquement pour la Grande-Bretagne | Rôle | Date de dissolution |
| -------------------------------------------- | ---------------- | ------------------------------------------- | --- | ------------------- |
| 39e Bataillon, CEC                           | 7 novembre 1914  | 17 juin 1915                                | Fournit des renforts aux troupes canadiennes au front jusqu'au 4 janvier 1917 lorsque son personnel restant fut transféré au 6e Bataillon de réserve, CEC                         | 17 juillet 1917     |
| 80e Bataillon "outre-mer", CEC               | 10 juillet 1915  | 20 mai 1916                                 | Fournit des renforts aux troupes canadiennes au front jusqu'au 30 septembre 1916 lorsque son personnel restant fut transféré aux unités de la 4e Division d'infanterie canadienne | 17 juillet 1917     |
| 136e Bataillon "outre-mer", CEC              | 22 décembre 1915 | 25 septembre 1916                           | Son personnel fut transféré au 39e Bataillon de réserve, CEC qui servait à fournir des renforts aux troupes canadiennes au front                                                  | 22 mai 1917         |
| 139e Bataillon "outre-mer", CEC              | 22 décembre 1915 | 27 septembre 1916                           | Son personnel fut transféré au 36e Bataillon de réserve, CEC, le 6 octobre 1916, qui servait à fournir des renforts aux troupes canadiennes au front                              | 21 mai 1917         |
| 155e Bataillon "outre-mer", CEC              | 22 décembre 1915 | 17 octobre 1916                             | Fournit des renforts aux troupes canadiennes au front jusqu'au 8 décembre 1916 lorsque son personnel restant fut transféré au 154e Bataillon "outre-mer", CEC                     | 17 juillet 1917     |
| 254e Bataillon d'infanterie "outre-mer", CEC | 1er mai 1917     | 2 juin 1917                                 | Son personnel fut transféré au 6e Bataillon de réserve, CEC, le 10 juin 1917, qui servait à fournir des renforts aux troupes canadiennes au front                                 | 15 septembre 1917   |

## Honneurs de bataille

Drapeau consacré du Hastings and Prince Edward Regiment affichant 18 de ses honneurs de bataille

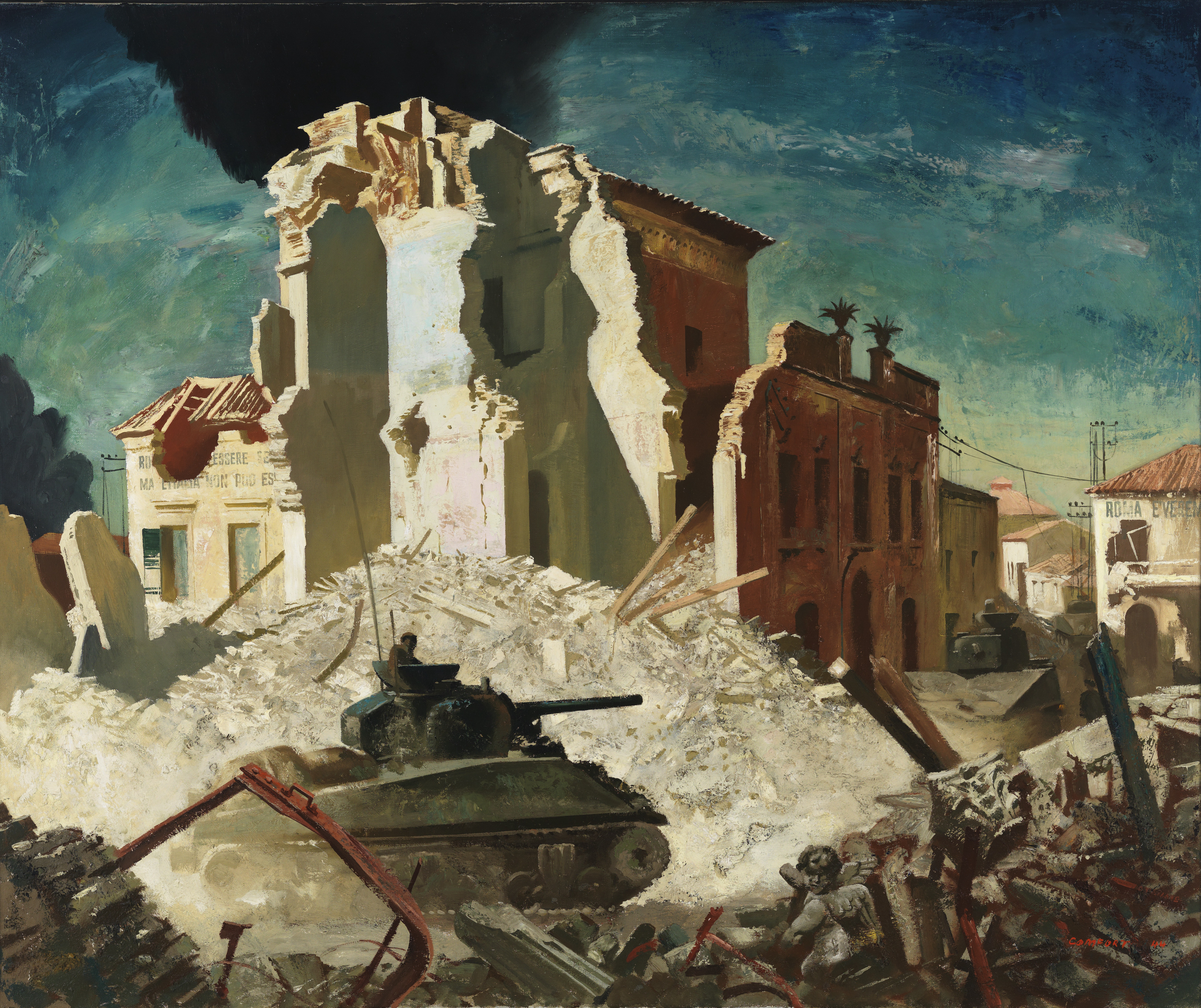
L'Armée canadienne passant à Ortona

Les honneurs de bataille sont le droit donné par la Couronne au régiment d'apposer sur ses couleurs les noms des batailles ou des conflits dans lesquels il s'est illustré.
| Rébellion du Nord-Ouest      | Rébellion du Nord-Ouest |
| ---------------------------- | ----------------------- |
| Canada du Nord-Ouest, 1885   |                         |
| Première Guerre mondiale     |                         |
| Mont Sorrel                  | Somme, 1916             |
| Arras, 1917, '18             | Côte 70                 |
| Ypres, 1917                  | Amiens                  |
| Ligne Hindenburg             | Poursuite vers Mons     |
| Seconde Guerre mondiale      |                         |
| Débarquement en Sicile       | Grammichelle            |
| Valguarnera                  | Assoro                  |
| Agira                        | Adrano                  |
| Regalbuto                    | Sicile, 1943            |
| Débarquement de Reggio       | Motta Montecorvino      |
| Campobasso                   | Torella                 |
| Le Moro                      | San-Leonardo            |
| Le Ravin                     | Ortona                  |
| Cassino II                   | Ligne Gustave           |
| Vallée du Liri               | Ligne Hitler            |
| Ligne gothique               | Passage du Lamone       |
| Crête de Misano              | Ligne Rimini            |
| San-Fortunato                | Village de Bulgaria     |
| Canal Naviglio               | Fosso Vecchio           |
| Italie, 1943-1945            | Apeldoorn               |
| Nort-Ouest de l'Europe, 1945 |                         |

## Liste des commandants
| Nom | Dates                                          |
| Hasting and Prince Edward Regiment (1920-1939)                                                               | Hasting and Prince Edward Regiment (1920-1939) |
| --- | ---------------------------------------------- |
| Lieutenant-colonel A.E. Bywater                                                                              | 1er octobre 1920 au 26 mars 1925               |
| Lieutenant-colonel D. Green                                                                                  | 27 mars 1925 au 22 juillet 1932                |
| Lieutenant-colonel H.J. Smith                                                                                | 23 juillet 1928 au 22 juillet 1932             |
| Lieutenant-colonel AV. Yates                                                                                 | 23 juillet 1932 au 14 mars 1935                |
| Lieutenant-colonel E.A. Adams                                                                                | 15 mars 1935 au 27 mars 1937                   |
| Lieutenant-colonel B.C. Donnan                                                                               | 28 mars 1937 au 27 mars 1939                   |
| Lieutenant-colonel S. Young                                                                                  | 28 mars 1939 au 1er septembre 1939             |
| Hasting and Prince Edward Regiment (Canadian Army Service Force) (1939-1945)                                 |                                                |
| Lieutenant-colonel S. Young                                                                                  | 2 septembre 1939 au 4 février 1940             |
| Lieutenant-colonel H.L.N. Salmon                                                                             | 5 février 1940 au 5 août 1940                  |
| Lieutenant-colonel J.H. Edgar                                                                                | 6 août 1940 au 1er septembre 1940              |
| Lieutenant-colonel H.S. Graham                                                                               | 2 septembre 1940 au 9 septembre 1942           |
| Lieutenant-colonel B.A. Sutcliffe                                                                            | 10 septembre 1942 au 19 juillet 1943           |
| Lieutenant-colonel The Lord Tweedsmuir                                                                       | 20 juillet 1943 au 25 juillet 1943             |
| Lieutenant-colonel A.A. Kennedy                                                                              | 25 juillet 1943 au 29 septembre 1943           |
| Lieutenant-colonel The Lord Tweedsmuir                                                                       | 30 septembre 1943 au 3 novembre 1943           |
| Lieutenant-colonel A.A. Kennedy                                                                              | 9 novembre 1943 au 8 avril 1944                |
| Lieutenant-colonel D.C. Cameron                                                                              | 9 avril 1944 au 15 février 1945                |
| Major G.A. Ross                                                                                              | 16 février 1945 au 7 avril 1945                |
| Lieutenant-colonel G.E.B. Renison                                                                            | 8 avril 1945 au 5 juin 1945                    |
| Major G.A. Ross                                                                                              | 6 juin 1945 au 15 octobre 1945                 |
| 2e Bataillon d'infanterie canadien, Hastings and Prince Edward Regiment (Canadian Army Pacific Force) (1945) |                                                |
| Lieutenant-colonel J. Dextraze                                                                               | 1er juin 1945 au 1er novembre 1945             |
| 2e Bataillon, Hastings and Prince Edward Regiment (Canadian Army Reserve) (1940-1945)                        |                                                |
| Lieutenant-colonel B.C. Donnan                                                                               | 20 juin 1940 au 17 mars 1943                   |
| Lieutenant-colonel AV. Yates                                                                                 | 18 mars 1943 au 31 mai 1945                    |
| Lieutenant-colonel W.A. Davern                                                                               | 1er juin 1945 au 31 octobre 1946               |
| The Hastings and Prince Edward Regiment (Canadian Army Militia) (1946-1970)                                  |                                                |
| Lieutenant-colonel W.K. Stockloser                                                                           | 1er novembre 1946 au 5 mars 1948               |
| Lieutenant-colonel R.K.W. Abraham                                                                            | 1er octobre 1948 au 14 septembre 1949          |
| Lieutenant-colonel J.M. Porritt                                                                              | 15 septembre 1949 au 14 septembre 1952         |
| Lieutenant-colonel R.H. Widdifield                                                                           | 15 septembre 1952 au 31 août 1954              |
| Lieutenant-colonel E.S. Fairman                                                                              | 1er septembre 1954 au 1er février 1958         |
| Lieutenant-colonel AB. Duffy                                                                                 | 2 février 1958 au 31 décembre 1963             |
| Lieutenant-colonel J.B. Black                                                                                | 1er janvier 1963 au 30 juin 1964               |
| Lieutenant-colonel K.D.H. Willcocks                                                                          | 1er juillet 1964 au 31 décembre 1967           |
| Lieutenant-colonel F.R. Allan                                                                                | 1er janvier 1968 au 31 décembre 1970           |
| The Hastings and Prince Edward Regiment (Canadian Forces Primary Reserve) (depuis 1970)                      |                                                |
| Lieutenant-colonel J. Richardson                                                                             | 1er janvier 1970 au 30 juin 1974               |
| Lieutenant-colonel J.D. Inrig                                                                                | 1er juillet 1974 au 30 juin 1978               |
| Lieutenant-colonel D.M. Campbell                                                                             | 1er juillet 1978 au 30 juin 1981               |
| Lieutenant-colonel J.B. Milroy                                                                               | 1er juillet 1981 au 5 mai 1984                 |
| Lieutenant-colonel J.F. Sherry                                                                               | 6 mai 1954 au 6 juin 1987                      |
| Lieutenant-colonel D.J. Kernaghan                                                                            | 7 juin 1987 au 6 octobre 1990                  |
| Lieutenant-colonel R.L. Neal                                                                                 | 6 octobre 1990 au 8 mai 1993                   |
| Lieutenant-colonel H.G.B. Clarke                                                                             | 8 mai 1993 au 24 mai 1997                      |
| Lieutenant-colonel A.L. McLeod                                                                               | 24 mai 1997 au 30 septembre 2000               |
| Lieutenant-colonel H.L. Simpson                                                                              | 30 septembre 2000 au 3 mai 2003                |
| Lieutenant-colonel R.G. McGill                                                                               | 3 mai 2003 au 5 mai 2007                       |
| Lieutenant-colonel J.J. Parkinson                                                                            | 5 mai 2007 au 1er mai 2010                     |
| Lieutenant-colonel R.F. Cossar                                                                               | 1er mai 2010 au 16 mars 2013                   |
| Lieutenant-colonel S.D. McKinstry                                                                            | 16 mars 2013 au ?                              |

## Traditions et patrimoine

Drapeau de camp du Hastings and Prince Edward Regiment

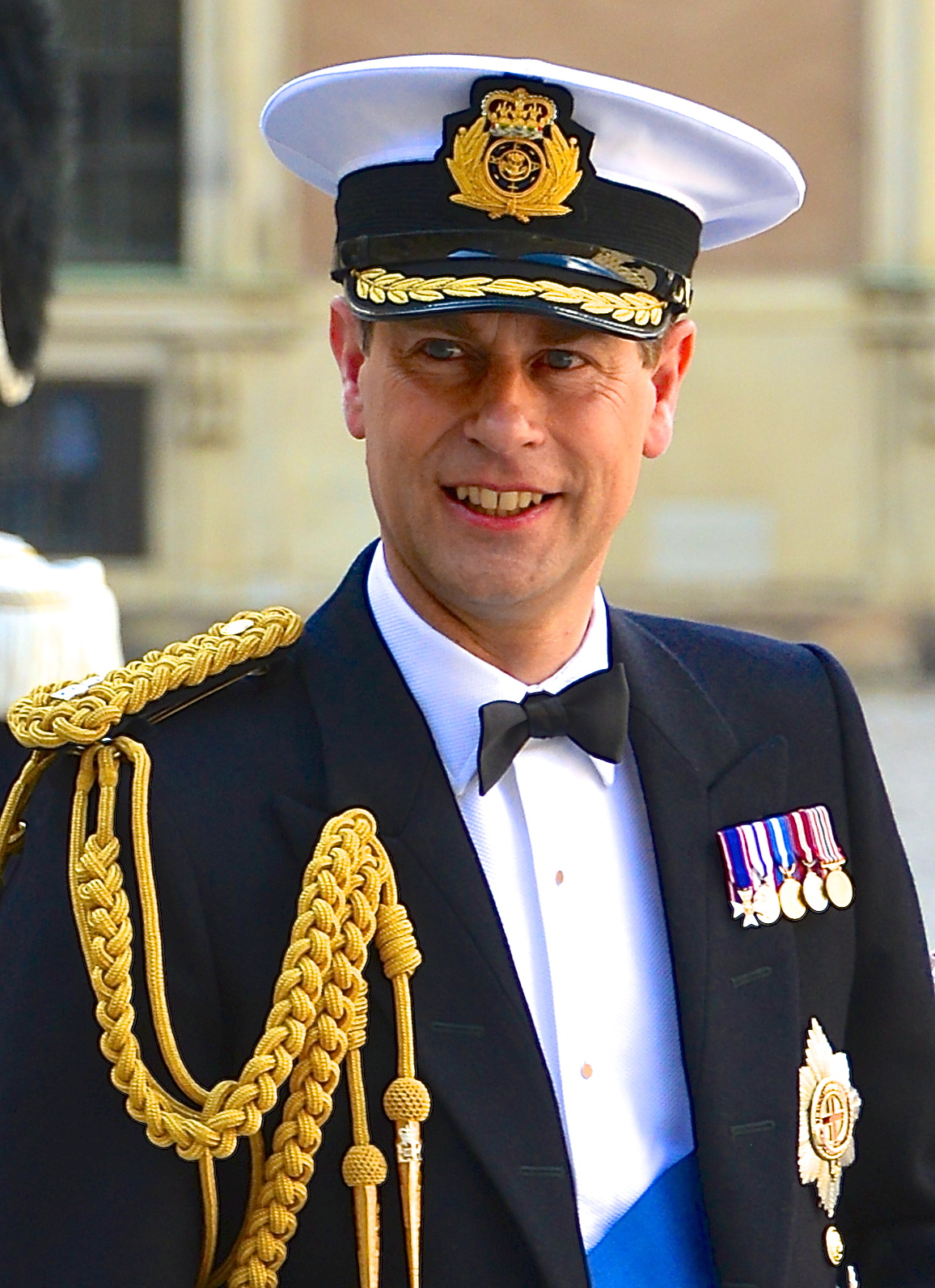
Le prince Edward, earl de Wessex, colonel en chef du Hastings and Prince Edward Regiment

Les traditions et les symboles des Governor General's Foot Guards sont les éléments essentiels à l'identité régimentaire. Le symbole le plus important est l'insigne du régiment qui est composé d'une tête de cerf d'or sur un fond d'azur posé sur une torque également d'or. Le tout est entouré d'un anneau de gueules liséré d'or portant l'inscription « Hastings & Prince Edward Regiment » et soutenu d'un listel des mêmes couleurs portant l'inscription « Paratus » qui est la devise du régiment signifiant « Prêt » en latin. Les deux inscriptions sont en lettres majuscules d'or. L'anneau et le listel sont brochant sur une croix pattée d'or sommée de la couronne royale au naturel et environnée d'une guirlande de feuilles d'érable d'or mouvante d'un castor couchant sur un rondin également tout d'or. Il y a neuf feuilles d'érable de chaque côté de l'insigne qui rappelait, à l'époque où le régiment a été formé en 1920, les neuf provinces canadiennes. Le castor a été repris dans l'ancien insigne du 16th Prince Edward Regiment tandis que la couronne et la tête de cerf rappelle le 49th Regiment "Hasting Rifles". Le bleu royal est la couleur de parement officielle du régiment tandis que le rouge rappelle que l'unité a servi avec la 1re Division canadienne lors des deux guerres mondiales dont l'insigne est rouge.
Un autre élément important de l'identité d'un régiment est les marches régimentaires. Celle du Hastings and Prince Edward Regiment est I'm Ninety-Five qui a été adoptée des  49th Hastings Rifles,.
Outre sa structure opérationnelle, le régiment possède une gouvernance cérémonielle. La position la plus importante de cette gouvernance est celle de colonel en chef. Historiquement, le colonel en chef d'un régiment était son mécène, souvent royal. Le colonel en chef du Hastings and Prince Edward Regiment est le prince Edward, earl de Wessex.
Une des traditions du régiment a lieu annuellement lors du dimanche en mars le plus près de l'anniversaire régimentaire où les membres du régiment participent à une parade en église à l'église régimentaire qui est l'église anglicane Saint-Thomas de Belleville en Ontario.

## Affiliations
The Hastings and Prince Edward Regiment est affilié avec The Princess of Wales's Royal Regiment, un régiment de la British Army,.
Le régiment sponsorise deux corps de Cadets royaux de l'Armée canadienne et est affilié avec cinq autres. Ces corps de cadets portent tous le béret rouge traditionnel du régiment.
- Corps de Cadets royaux de l'Armée canadienne 2818 à Bellevile en Ontario (sponsorisé)
- Corps de Cadets royaux de l'Armée canadienne 2672 à Peterborough en Ontario (sponsorisé)
- Corps de Cadets royaux de l'Armée canadienne 382 à Madoc en Ontario (affilié)
- Corps de Cadets royaux de l'Armée canadienne 1129 à Haliburton en Ontario (affilié)
- Corps de Cadets royaux de l'Armée canadienne 640 à Cloyne (en) en Ontario (affilié)
- Corps de Cadets royaux de l'Armée canadienne 2777 à Campbellford (en) en Ontario (affilié)
- Corps de Cadets royaux de l'Armée canadienne 88 à Cobourg en Ontario (affilié)
- Corps de Cadets royaux de l'Armée canadienne 2817 à Lindsay en Ontario (affilié)

## Musée régimentaire
The Hastings and Prince Edward Regiment possède un musée régimentaire dans le manège militaire de Belleville en Ontario,.